# Hagström Ultralux
UltraLux är en serie elgitarrer av fabrikatet Hagström med en speciell ultratunn halskonstruktion. 
I serien finns Ultra Swede baserad på Swede, UltraLux XL-2 och UltraLux XL-5 med två spetsiga horn samt Viking II och Viking IIP baserade på Vikingserien. XL-2 och XL-5 har nu strukits från modellprogrammet.
Ultra Swede har lindkropp laminerad av två stycken med skulpterad lönntop och fanér av flammig lönn. Halsen är av lönn, limmad i kroppen och försedd med greppbräda av Hagströms speciella "resinator wood", ett laminat som hävdas ge överlägsna spelegenskaper. I halsen finns Hagströms patenterade "H"-dragstång vilket ger en tunn och lättspelad hals med bibehållet goda formegenskaper. Gitarren har 628mm skallängd.
Elektroniken består av en Hagstrom Custom 62N-4 humbucker och en 62B-4 humbucker. Pickuperna är utrustade med coil-tap, dvs de kan ställas för att använda bara en av sina spolar och fungera som en single coil. Till detta kommer en volym- och en tonkontroll.
Ultra Swede finns i färgerna Burgundyburst, Cosmic Blackburst, Black Gloss, Golden Eagle Burst och finns i en modell för vänsterhänta.
Viking II ser ut som en vanlig Viking, men har den speciella UltraLux halsen. Halsen är skruvad i kroppen. Elektroniken består av en Hagstrom Custom 58N alnico 5 humbucker i halspostion och en Custom 58B alnico 5 humbucker i stallposition.
Viking IIP har i stort sett samma specifikationer som Viking II, men har två stycken Hagstrom H90 alnico 5 soap bar single coil-pickuper
UltraLux XL har lindkropp med lönntopp, lönnhals med greppbräda av resinator wood och 648mm skallängd. Strängarna fästs vid ett Hagström Full Contact Tremolo stall.
Elektroniken på XL-5 består av tre pickuper: Två stycken Hagstrom custom 60 alnico 5 humbuckers och en HS2 single coil-pickup i HSH konfiguration med en femvägs pickupväljare och en coil tap. XL-2 har en mer traditionell konfiguration med två Hagstrom custom 60 humbuckers, trevägsväljare och coil tap.